# نوبة غريبة الحسين
نوبة غريبة الحسين هي واحدة من النوبات الأندلسية الإحدى عشرة التي لا زالت محفوظة وتؤدى من طرف الفرق الموسيقية الأندلسية في المغرب الكبير. تقليديا تعزف نوبة غريبة الحسين خلال طلوع الفجر.

## تاريخ وطبوع نوبة غريبة الحسين
تشتمل نوبة غريبة الحسين على ثلاثة طبوع: طبع غريبة الحسين هو طبع المحررة وطبع الصيكة.

### طبع غريبة الحسين
ذكر محمد الحايك في كناشه حول طبع غريبة الحسين أنه «فرع من المزموم استخرجه غريب الحسين.و قيل أن الذي استخرجه جارية تسمى الغريبة وكانت في ملك السلطان الذي استخرج طبع الحسين.وأنسب الأوقات لغنائها طلوع الفجر.هذا الطبع نغماته وألحانه تؤثر في قلوب السامعين وتبعث فيها الرأفة والتحنن». مقام طبع غربية الحسين هو صوت «دو».

### طبع المحررة
طبع المحررة أصل وليس فرعا استخرجته جارية تسمى بالغريبة المحررة ومقامها صوت «ري».

### طبع الصيكة
استخرج هذا الطبع صيكة بن تميم العراقي وهو الذي ابتكر طبع عراق العجم. ومقام الصيكة هو صوت «مي».

## ميازين نوبة غريبة الحسين
تشتمل نوبة غريبة الحسين على خمسة ميازين، وهي:
- ميزان بسيط غريبة الحسين
- ميزان قائم ونصف غريبة الحسين
- ميزان ابطايحي غريبة الحسين
- ميزان درج غريبة الحسين
- ميزان قدام غريبة الحسين

## كتب حولها
تطرقت عدة كتب إلى النوبات الأندلسية عامة ولنوبة غريبة الحسين خاصة. من الكتب التي اهتمت بنوبة غريبة الحسين نجد:
- كناش الحائك - محمد بن الحسين الحائك (1789)
- من وحي الرباب - عبد الكريم الرايس (1982)
- نوبة غريبة الحسين - عبد الكريم الرايس - محمد بريول[2] (1986)
- غريبة الحسين - أحمد التوفيق[3] (2000)
- نوبة غريبة الحسين وفق رواية وأداء الشيخ الشيخ أحمد البزور التازي - يونس الشامي[4] (2019)

## وصلات خارجية
- الأشعار الكاملة لنوبة غريبة الحسين